# Benito Lynch

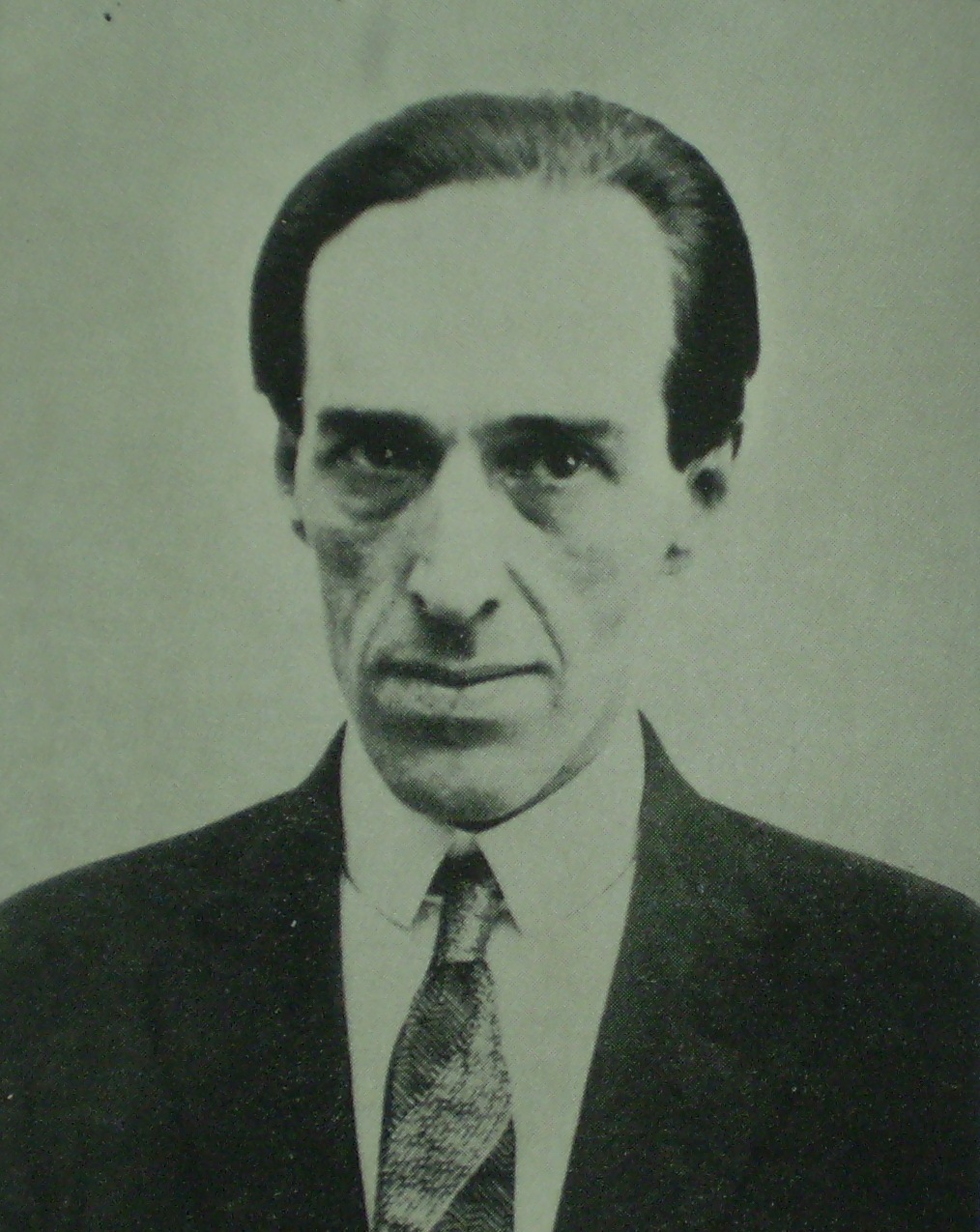
Benito Lynch

Benito Lynch (Buenos Aires, 25 de Junho de 1885 — La Plata, 23 de Dezembro de 1951) foi um escritor argentino. Escreveu, numa linguagem de grande realismo local, novelas, a maioria dos quais passadas nas pampas.